# Arvoredo
Arvoredo es un municipio brasileño del estado de Santa Catarina. Tiene una población estimada al 2021 de 2 341 habitantes.

## Historia
Al igual que sus ciudades vecinas, Arvoredo fue poblado por migrantes italianos en el Siglo XX provenientes de Río Grande del Sur tras la Guerra del Contestado. En 1960 la comunidad fue elevada a distrito del municipio de Seara. Se emancipó el 9 de enero de 1992.